# Werner Voigt (Fußballtrainer, 1947)
Werner „Pico“ Voigt (* 26. Juni 1947 in Wildau; † 22. April 2023) war ein deutscher Fußballspieler und -trainer. In der Oberliga, der höchsten Spielklasse des DDR-Fußballs, spielte er für den BFC Dynamo.

## Sportliche Laufbahn
In Wildau nahe Berlin geboren, durchlief der Mittelfeldspieler die Jugendmannschaften der SG Niederlehme, der SG Dynamo Königs Wusterhausen sowie des BFC Dynamo beziehungsweise zuvor der Fußballabteilung des Sportclubs Dynamo Berlin. Bei den Weinroten rückte Voigt gegen Ende der 1960er-Jahre in den Kader des Reserveteams auf, wurde parallel dazu aber auch immer wieder in der 1. Mannschaft des BFC eingesetzt. So trug er mit zwei Treffern in acht Partien zum sofortigen Wiederaufstieg 1968 der Erstvertretung in die höchste Spielklasse des DDR-Fußballs bei. Im Sommer 1969 ging er zur FSG Dynamo Frankfurt (Oder), kehrte aber bereits im Folgejahr zum späteren ostdeutschen Serienmeister zurück.
Bis zum Abschluss der Saison 1972/73 spielte Voigt für die beiden Vertretungen des BFC im Wechsel. Insgesamt absolvierte Voigt für den Berliner FC Dynamo 17 Erstligapartien. Vor dem Spieljahr 1973/74 wechselte er innerhalb Ost-Berlins zum 1. FC Union Berlin und 1975 zur SG Dynamo Fürstenwalde, die Anfang der 1970er-Jahre aus seiner früheren Gemeinschaft Dynamo Frankfurt (Oder) entstanden war. Ab 1976 ließ er bei der SG Dynamo Berlin-Süd seine Karriere ausklingen.

## Trainerlaufbahn
Voigt erwarb den Abschluss eines Diplomsportlehrers. Nach der aktiven Spielerlaufbahn war zunächst als Jugendtrainer sowie Trainer der in der zweitklassigen Liga spielenden 2. Mannschaft beim BFC Dynamo tätig.
1986 übernahm Voigt dann das Traineramt bei Hansa Rostock, das in der Vorsaison unter Claus Kreul in die zweitklassige Liga abgestiegen war. Bei Hansa erreichte Voigt, der wie sein Vorgänger Kreul als „harter Hund“ galt, in seinem ersten Jahr nicht nur den sofortigen Wiederaufstieg in die Oberliga, sondern auch den Einzug ins FDGB-Pokalfinale, das trotz zwischenzeitlicher Führung mit 1:4 gegen den 1. FC Lokomotive Leipzig verloren ging. In der Folgesaison 1987/88 der Oberliga erreichte Hansa unter Voigt mit dem 9. Rang den Klassenerhalt und qualifizierte sich im Jahr darauf dank des vierten Tabellenplatzes für den Europapokal. Im UEFA Cup 1989/90 schied Hansa jedoch schon in der 1. Runde gegen Baník Ostrava aus. Die Wendesaison der Oberliga beendete die Mannschaft auf dem sechsten Tabellenplatz.
Für die letzte eigenständigen Saison des ostdeutschen Erstligafußballs, die als Qualifikation für die gesamtdeutsche Bundesliga galt, wurde er durch den aus der Bundesrepublik kommenden Trainer Uwe Reinders ersetzt, der mit Rostock in diesem Spieljahr sowohl die Meisterschaft als auch den Pokal gewinnen sollte. Voigt übernahm seinerseits das Traineramt beim 1. FC Union Berlin, mit dem er als Zweitligist in der Qualifikation zur gesamtdeutschen 2. Bundesliga scheiterte.
Von 1992 bis 1994 war er Trainer des BSV Brandenburg, von November 1995 bis Frühjahr 1998 beim zwischenzeitlich in FC Berlin umbenannten BFC Dynamo. Letzteres Engagement endete ebenso vorzeitig wie das nachfolgende bei Dynamo Dresden im Sommer 1998.
Im Juli 2004 wurde Voigt Trainer der 2. Mannschaft des 1. FC Union Berlin, übernahm nach der Entlassung von Frank Wormuth wegen Erfolglosigkeit aber bereits im September erneut die erste Mannschaft. Da die Mannschaft auch unter seiner Leitung nicht erfolgreicher spielte, gab er sein Amt noch im Dezember 2004 auf.
Von Sommer 2005 bis September 2008 war Voigt als Trainer beim unterklassigen SV Lichtenberg 47 tätig. Zu seinen letzten Stationen zählten der Köpenicker SC und der SV Sparta Lichtenberg.

## Weiterer Werdegang
Auch nach seiner Trainerkarriere blieb er dem Fußball und dem 1. FC Union verbunden. In dem von Heinz Werner organisierten Sportlerstammtisch zählte er zu den engagierten Teilnehmern. Am 22. April 2023 starb Werner Voigt, inzwischen Witwer geworden, im Alter von 75 Jahren.